# Kom el-Nana
Kom el-Nana régészeti lelőhely az ókori egyiptomi Ahet-Aton városa közelében. A várostól délre, a mai el-Hagg Quandiltól keletre helyezkedik el. Romjait sokáig római kori katonai tábornak tartották, de Barry Kemp ásatásai nyomán (1988–2000) Amarna-kori kőtemplom romjai kerültek felszínre, körülötte fákból álló kultikus kert és kiszolgálóépületek, köztük egy pékség és sörfőzde nyomai. A nyilvánvalóan önfenntartó épületkomplexumnak jelenleg sem eredeti neve, sem tulajdonosa nem ismert. Feltehetőleg naptemplomnak épült. Nagyban hasonlít a Maru-Atonra: egy téglafallal körülvett, 228×213 méter nagyságú területet egy kelet-nyugati irányú fal két nem egyforma részre osztott; valószínűleg mind a négy oldalán át pülónos kapu állt. Mivel jelentős helyen – a Királyi út déli végén – állt, elképzelhető, hogy ez volt Nofertiti napszentélye, melyet a határkősztélék említenek.
Az északi részen téglakemencéket találtak, az itt talált leletek (köztük kerámia kenyérsütőformák) alapján úgy tűnik, pékség és sörfőzde volt itt. Egy mélyedés egykori kútra utal. Egy épület, az ún. északi szentély alapjait is megtalálták. Az északi részen az Amarna-kori romokra az 5.–6. században korai keresztény kolostor épült, ennek egy részét, közte a templomot is, sikeresen feltárták. A déli részen jobban megmaradtak az ókori épületek romjai, itt dél-északi tengelyen az alábbi épületek álltak:
- Kőpadlós pülón a falban
- Az ún. déli pavilon, négyszögletes kis építmény, melybe déli, keleti és nyugati irányból lépcső vezetett fel. Süllyesztett kertek vették körül.
- Egy központi emelvény, rajta épület szobákkal, némelyikben oszlopok. A legnagyobb helyiségnek, egy oszlopos csarnoknak három oldalán emelvény állt. Északról és délről rámpa vezetett fel az épülethez.
- Az ún. déli szentély, mely egy sor helyiségből és nyugati oldalán egy sor oszlopból állt.

A déli rész északkeleti sarkában házcsoport állt, a házak egymással szemben épültek két sorban egy udvar körül. Az északkeleti sarokban kis kertek voltak.